# Sphenacodon
Sphenacodon var ett släkte av däggdjursliknande kräldjur som levde under tidig perm. Fossil från Sphenacodon har påträffats i New Mexico, Utah (båda USA) och Storbritannien.
Sphenacodon blev omkring tre meter lång, hade en lång smal skalle med kraftiga käkar. Hörntänderna var långa, framtänderna vassa och kindtänderna små och anpassade för att tugga kött. Sphenacodon tillhörde de första djuren med differentierade tänder och de var några av de första större köttätande djuren som levde på land. Arterna hade en ryggkam längs ryggen som troligen användes för att reglera kroppstemperaturen.
Tre arter är beskrivna:
- Sphenacodon britannicus
- Sphenacodon ferocior
- Sphenacodon ferox (typart)